# Ioruba
El ioruba és una de les llengües nigerocongoleses més parlades, amb més de 22 milions d'usuaris nadius repartits entre Nigèria (on és oficial), Benín i Togo. Segons alguns autors, pertany al grup lingüístic kwa i, segons d'altres, al bènue-congolès.

## Característiques
Sintàcticament, és una llengua tonal i l'ordre prototípic de la frase és subjecte, verb i objecte (tipologia VSO). El ioruba usa l'alfabet llatí, amb signes diacrítics per marcar els tons, per influència dels missioners cristians. Té unes oclusives labials i velars alhora com a tret fonètic distintiu. Morfològicament, hi destaca la reduplicació per formar mots compostos, un tret de molts idiomes africans i orientals. El lèxic té molts manlleus de l'hausa. La primera gramàtica va ser escrita el 1850 i va fixar les regles bàsiques de la varietat estàndard que s'ensenya en les escoles i s'usa en els mitjans de comunicació.

## Varietats geogràfiques
Com en moltes llengües tradicionals, cal parlar de contínuum i no de blocs dialectals diferents, de manera que les variacions geogràfiques en són progressives i mútuament comprensibles. Actualment, s'hi distingeixen tres grans zones: la central, la del nord-oest i la del sud-est.
L'Ibolo és un dialecte del ioruba, similar al dialecte parlat a l'Estat d'Oyo. Els seus parlants s'anomenen ibolos. Es parla a l'estat de Kwara i a l'estat d'Osun.
L'igbomina és un dialecte de la llengua ioruba, classificat entre els dialectes iorubes centrals de les tres principals àrees dialèctiques iorubes. El dialecte igbomina es parla al nord de l'Estat d'Osun i a l'est de l'estat de Kwara a Nigèria. Les zones perifèriques de la regió dialèctica tenen algunes similituds amb els dialectes iorubes limítrofs ekiti, ijesha i oyo. L'igbomina o igbonna és una unitat dialectal notablement diferent del ioruba estàndard.

## Literatura
La seva literatura inclou sobretot mites orals, cançons i petites peces teatrals. Tot i que hi ha testimonis que asseguren que es parla des del segle xvi, fins al 1819 no n'apareix el primer document escrit, una data tardana per a un idioma que ocupa una àrea tan àmplia.

### Història
- Adetugbọ, Abiọdun. «The Yoruba Language in Yoruba History». A: Biobaku, S.O.. Sources of Yoruba History, 1973, p. 176–204.
- Biobaku, S.O. (ed.). Sources of Yoruba History.  Oxford: Clarendon Press, 1973.
- Hair, P.E.H.. «The Early Study of Yoruba, 1825-1850». A: The Early Study of Nigerian Languages.  Cambridge: Cambridge University Press, 1967.
- Law, R.C.C.. «Contemporary Written Sources». A: Biobaku, S.O.. Sources of Yoruba History, 1973a, p. 9–24.
- Law, R.C.C.. «Traditional History». A: Biobaku, S.O.. Sources of Yoruba History, 1973b, p. 25–40.

### Diccionaris
- Abraham, Roy Clive. Dictionary of Modern Yoruba.  Londres: University of London Press, 1958.
- CMS (Canon C.W. Wakeman, ed.). A Dictionary of the Yoruba language.  Ibadan: University Press, 1950.
- Delanọ, Oloye Isaac. Atúmọ̀ ede Yoruba [short dictionary and grammar of the Yoruba language].  Londres: Oxford University Press, 1958.
- Sachnine, Michka. Dictionnaire yorùbá-français, suivi d'un index français-yorùbâ.  París: Karthala, 1997.

### Gramàtiques
- Adéwọlé, L.O.. Beginning Yorùbá (Part I).  Cape Town: CASAS, 2000.
- Adéwọlé, L.O.. Beginning Yorùbá (Part II).  Cape Town: CASAS, 2001.
- Bamgboṣe, Ayọ. A Grammar of Yoruba.  Cambridge: Cambridge University Press, 1966.
- Barber, Karin. Yorùbá Dùn ún So: a beginners' course in Yorùbá. 1st.  New Haven: Yale University Press, 1985. ISBN 978-0300029581.
- Crowther, Samuel Ajayi. Yoruba Grammar.  London, 1852. The first grammar of Yoruba.
- Rowlands, E.C.. Teach Yourself Yoruba.  Londres: The English Universities Press, 1969.
- Ward, Ida. An introduction to the Yoruba language.  Cambridge: W. Heffer & Sons, 1952.
- Yetunde, Antonia; Schleicher, Folarin Colloquial Yoruba.  Londres: Taylor & Francis Ltd (Routledge), 2006.